# Agar (India)
Agar è una suddivisione dell'India, classificata come municipality, di 31.202 abitanti, situata nel distretto di Shajapur, nello stato federato del Madhya Pradesh. In base al numero di abitanti la città rientra nella classe III (da 20.000 a 49.999 persone).

## Geografia fisica
La città è situata a 23° 41' 60 N e 76° 1' 0 E e ha un'altitudine di 504 m s.l.m..

## Società

### Evoluzione demografica
Al censimento del 2001 la popolazione di Agar assommava a 31.202 persone, delle quali 16.196 maschi e 15.006 femmine. I bambini di età inferiore o uguale ai sei anni assommavano a 4.919, dei quali 2.543 maschi e 2.376 femmine. Infine, coloro che erano in grado di saper almeno leggere e scrivere erano 20.817, dei quali 12.124 maschi e 8.693 femmine.